# Roemenië op het Eurovisiesongfestival 2000
Roemenië nam deel aan het Eurovisiesongfestival 2000 in Stockholm, Zweden. Het was de 3de deelname van het land op het Eurovisiesongfestival. De nationale finale, Selecţia Naţională genoemd, vond plaats op 27 februari 2000. De TVR is verantwoordelijk voor de Roemeense bijdrage voor de editie van 2000.

## Selectieprocedure
De nationale finale werd georganiseerd in Palatul Copiilor in Boekarest en werd gepresenteerd door  Celia Petricu & Dan Negru.
In totaal deden er 13 acts mee aan de nationale finale en de winnaar werd gekozen door televoting.

| Volgorde | Artiest                                     | Lied                                | Punten | Plaats |
| -------- | ------------------------------------------- | ----------------------------------- | ------ | ------ |
| 1        | Taxi                                        | "Luna"                              | 474    | 1      |
| 2        | Nicola feat.Un-Q Sapro & Evrika             | "I Feel Good"                       | 226    | 13     |
| 3        | 2 B Brothers                                | "Doar privirea ta"                  | 248    | 8      |
| 4        | Monica Anghel, Gheorghe Zamfir, Body & Soul | "Let the Music Come into Your Soul" | 396    | 3      |
| 5        | No Comment                                  | "Regina mea"                        | 297    | 7      |
| 6        | Roxana Iacob                                | "Alone"                             | 240    | 12     |
| 7        | Elena Cârstea                               | "Let's Change the World"            | 306    | 5      |
| 8        | Valahia                                     | "Why"                               | 449    | 2      |
| 9        | Luminiţa Anghel                             | "M-ai înșelat"                      | 301    | 6      |
| 10       | Sfinx Experience                            | "Alb sau negru"                     | 246    | 11     |
| 11       | Laurenţiu Cazan                             | "Survive și iarăși voi zbura"       | 248    | 8      |
| 12       | Daniel Robu                                 | "I Can Touch the Stars"             | 326    | 4      |
| 13       | Direcţia 5                                  | "Poţi să visezi"                    | 247    | 10     |

## In Stockholm
In Zweden moest Roemenië aantreden als 6de, net na Frankrijk en voor Malta. Op het einde van de puntentelling bleek dat ze op een 17de plaats waren geëindigd, met 25 punten. Tot dan toe was dit het beste resultaat van het land op het festival.
Men ontving 1 keer het maximum van de punten.
Nederland en België hadden geen punten over voor deze inzending.

### Gekregen punten

#### Finale
| 12 punten         | 10 punten | 8 punten | 7 punten  | 6 punten  |
| ----------------- | --------- | -------- | --------- | --------- |
| - Noord-Macedonië |           |          | - Kroatië | - Rusland |
| 5 punten          | 4 punten  | 3 punten | 2 punten  | 1 punt    |
|                   |           |          |           |           |

### Punten gegeven door Roemenië

#### Finale
Punten gegeven in de finale:
| 12 punten | Rusland             |
| 10 punten | Noord-Macedonië     |
| 8 punten  | Kroatië             |
| 7 punten  | Malta               |
| 6 punten  | Estland             |
| 5 punten  | Spanje              |
| 4 punten  | Finland             |
| 3 punten  | Verenigd Koninkrijk |
| 2 punten  | Ierland             |
| 1 punt    | Denemarken          |

1994 · 1995-1997 · 1998 · 1999 · 2000 · 2001 · 2002 · 2003 · 2004 · 2005 · 2006 · 2007 · 2008 · 2009 · 2010 · 2011 · 2012 · 2013 · 2014 · 2015 · 2016 · 2017 · 2018 · 2019 · 2020 · 2021 · 2022 · 2023 · 2024-2025